# Atletisme als Jocs Olímpics d'Estiu de 1904
Als Jocs Olímpics de 1904, es disputaren 25 proves d'atletisme, només en categoria masculina.
Foren introduïdes les competicions multiprova, el decatló i el triatló. La prova curta d'obstacles fou allargada de 2500 a 2590 metres, mentre que la llarga fou eliminada. Els 5000 metres per equips fou reemplaçat per les 4 milles per equips. També s'introduí una prova de llançament de pes de 56 lliures. En total foren 25 proves, dues més que el 1900.

## Resum de medalles
| Prova                                       | Or                                                                                                 | Argent                                                                                   | Bronze              |
| 60 metres detalls                           | Archie Hahn                                                                                        | William Hogenson                                                                         | Fay Moulton         |
| 100 metres detalls                          | Archie Hahn                                                                                        | Nathaniel Cartmell                                                                       | William Hogenson    |
| 200 metres detalls                          | Archie Hahn                                                                                        | Nathaniel Cartmell                                                                       | William Hogenson    |
| 400 metres detalls                          | Harry Hillman                                                                                      | Frank Waller                                                                             | Herman Groman       |
| 800 metres detalls                          | Jim Lightbody                                                                                      | Howard Valentine                                                                         | Emil Breitkreutz    |
| 1500 metres detalls                         | Jim Lightbody                                                                                      | William Verner                                                                           | Lacey Hearn         |
| Marató detalls                              | Thomas J. Hicks                                                                                    | Albert Coray                                                                             | Arthur Newton       |
| 110 metres tanques detalls                  | Frederick Schule                                                                                   | Thaddeus Shideler                                                                        | Lesley Ashburner    |
| 200 metres tanques detalls                  | Harry Hillman                                                                                      | Frank Castleman                                                                          | George Poage        |
| 400 metres tanques detalls                  | Harry Hillman                                                                                      | Frank Waller                                                                             | George Poage        |
| 2590 metres obstacles detalls               | Jim Lightbody                                                                                      | John Daly                                                                                | Arthur Newton       |
| 4 milles per equips detalls                 | Estats Units New York AC Arthur Newton George Underwood Paul Pilgrim Howard Valentine David Munson | Equip Mixt Chicago AA Jim Lightbody William Verner Lacey Hearn Albert Coray Sidney Hatch | Cap atorgada        |
| Salt de llargada detalls                    | Myer Prinstein                                                                                     | Daniel Frank                                                                             | Robert Stangland    |
| Triple salt detalls                         | Meyer Prinstein                                                                                    | Frederick Englehardt                                                                     | Robert Stangland    |
| Salt d'alçada detalls                       | Samuel Jones                                                                                       | Garrett Serviss                                                                          | Paul Weinstein      |
| Salt amb perxa detalls                      | Charles Dvorak                                                                                     | LeRoy Samse                                                                              | Louis Wilkins       |
| Salt de llargada aturat detalls             | Ray Ewry                                                                                           | Charles King                                                                             | John Biller         |
| Triple salt aturat detalls                  | Ray Ewry                                                                                           | Charles King                                                                             | Joseph Stadler      |
| Salt d'alçada aturat detalls                | Ray Ewry                                                                                           | Joseph Stadler                                                                           | Lawson Robertson    |
| Llançament de pes detalls                   | Ralph Rose                                                                                         | Wesley Coe                                                                               | Lawrence Feuerbach  |
| Llançament de disc detalls                  | Martin Sheridan                                                                                    | Ralph Rose                                                                               | Nikolaos Georgantas |
| Llançament de martell detalls               | John Jesus Flanagan                                                                                | John DeWitt                                                                              | Ralph Rose          |
| Llançament de pes de 56 lliures detalls     | Étienne Desmarteau                                                                                 | John Jesus Flanagan                                                                      | James Mitchel       |
| Triatló (llargada, pes, 100 iardes) detalls | Max Emmerich                                                                                       | John Grieb                                                                               | William Merz        |
| Decatló detalls                             | Tom Kiely                                                                                          | Adam Gunn                                                                                | Truxtun Hare        |

1. ↑  Coray era francès. La base de dades del COI, però el situa com estatunidenc en les proves individuals i a l'equip mixt (és a dir, francès) a la prova per equips.

## Nacions participants
En les diferents proves d'atletisme hi van participar 233 atletes de 10 nacions diferents. Aquestes dades inclouen els atletes de la prova de triatló que d'altres fonts exclouen.
- Alemanya (9)
- Austràlia (2)
- Canadà (5)
- Cuba (1)
- Estats Units (197)
- Grècia (10)
- Hongria (2)
- Regne Unit (3)
- Sud-àfrica (3)
- Suïssa (1)

## Medaller
| Posició | País         | Or | Argent | Bronze | Total |
| 1       | Estats Units | 23 | 23     | 22     | 68    |
| 2       | Regne Unit   | 1  | 1      | 0      | 2     |
| 3       | Canadà       | 1  | 0      | 0      | 1     |
| 4       | Equip Mixt   | 0  | 1      | 0      | 1     |
| 5       | Alemanya     | 0  | 0      | 1      | 1     |
| 5       | Grècia       | 0  | 0      | 1      | 1     |

Austràlia, Cuba, Hongria, Sud-àfrica, i Suïssa participaren amb atletes però no assoliren cap medalla. França participa amb Coray que fou segon a la prova per equips.